# Why People Believe Weird Things
Why People Believe Weird Things: Pseudoscience, Superstition, and Other Confusions of Our Time (lit. Porqué la Gente Cree en Cosas Extrañas: Pseudociencia, Superstición y Otras Confusiones de Nuestra Época) es un libro de 1997 del escritor científico Michael Shermer. El prefacio fue escrito por Stephen Jay Gould.

## Contenido
En su primera sección, Shermer habla sobre las ideas que él tiene sobre el escepticismo. También explica su conversión al deísmo del misticismo del New Age (al cual él se había convertido de ser un cristiano bautista fundamentalista).
En la segunda parte Shermer explica el razonamiento de lo paranormal y como uno llega a creer en cosas sin evidencia. Utiliza a Edgar Cayce como ejemplo, y mientras está de acuerdo con partes del objetivismo de Ayn Rand, critica su absolutismo moral y argumenta que muchos siguen su filosofía a rajatabla, lo que cree contradice el pensamiento libre.
La tercera parte comienza con una descripción de varios debates que tuvo con Duane Gish. Presenta algunos argumentos creacionistas en 25 afirmaciones separadas, y trata de desacreditar cada uno de ellos con su propia evidencia. Termina volviendo a contar como una prohibición constitucional de la enseñanza del creacionismo en las escuelas públicas fue aprobado por un delgado margen en la Corte Suprema de los Estados Unidos en 1987.
Shermer muestra que aquellos que niegan el Holocausto rechazan hechos comprobados por, según el, razones ideológicas. Dice que al igual que los creacionistas, muchos negadores del holocausto creen que la evidencia está de su lado. Describe reuniones y discusiones que tuvo con negadoders y sus argumentos, y lugo muestra evidencia para apoyar sus propias aseveraciones.
En la quinta parte, Shermer relaciona a Frank J. Tipler con el personaje de Voltaire Pangloss para mostrar como la gente inteligente se engaña a sí mismos. Shermer explora la psicología de académicos y hombres de negocios que abandonan sus carreras para comunicar sus creencias paranormales. En su último capítulo, añadido a la versión revisada, Shermer explica que la "gente inteligente" puede ser más susceptible a creer en cosas extrañas que otras.

## Reseñas
Según la Revista Reason, "El libro episódico de Shermer cubre un amplio rango de temas, de muchas y diversas maneras. Ataca en forma ritual a esos sacos de boxeo tradicionales de los desacreditadores como la PES y los OVNIs (a través del giro más nuevo de la ufología, la abducción alienígena de humanos). También encontrará convincentes desacreditaciones de fenómenos extraños como la gente que camina sobre fuego y psíquicos que pueden descubrir hechos "indescubribles" sobre extraños. Las secciones más largas del libro tocan los temas más sustanciales sobre el creacionismo y la negación del Holocausto". El sitio británico de Popular Science le dio al libro 4 de cinco estrellas, diciendo "En este clásico, publicado originalmente en 1997 pero revisado en una nueva edición para el Reino Unido, da un poderoso argumento a favor del punto de vista escéptico". Según Los Angeles Times, "El directo libro de Shermer es la perfecta guía para enfrentarse a cualquier persona que conozca que ha sido arrastrada a las paranoias que han estado circulando en gracias al miedo premilenista."
El Independent Thinking Review escribió, "Este es un libro que merece ser leído por la mayor cantidad de personas posible. Los escépticos y pensadores críticos pueden aprender de él, pero lo que es más importante, es un libro que le da a aquellos que puede que no sean tan escépticos como usted, aquellos que necesitan argumentos razonables para empujarlos gentilmente hacia una dirección más crítica. Lea este libro por su cuenta: cómprelo para la persona cuya mente es importante para usted".